# Sanok

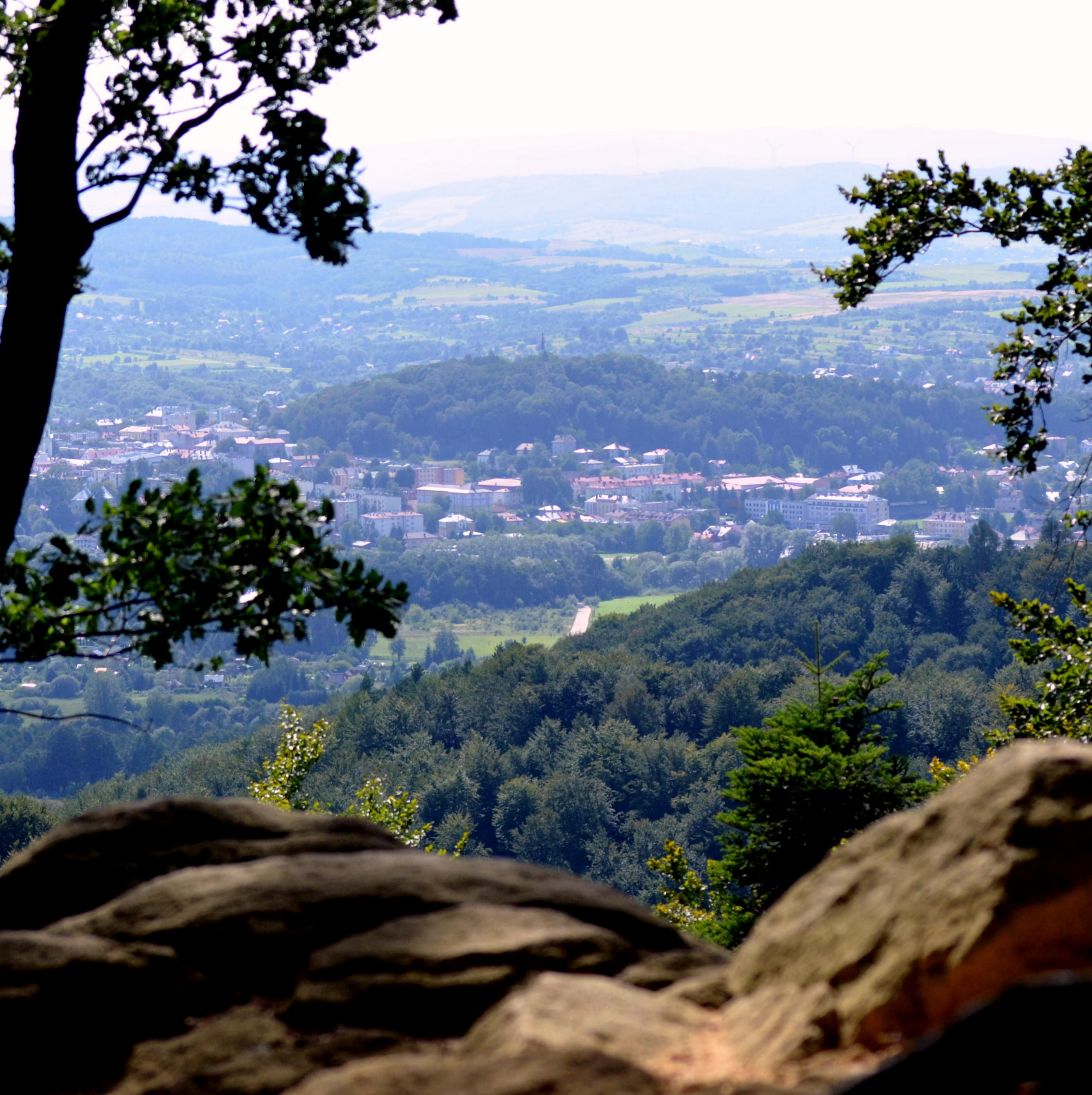
Sanok von Osten (vom Adlerfels, 517 m)

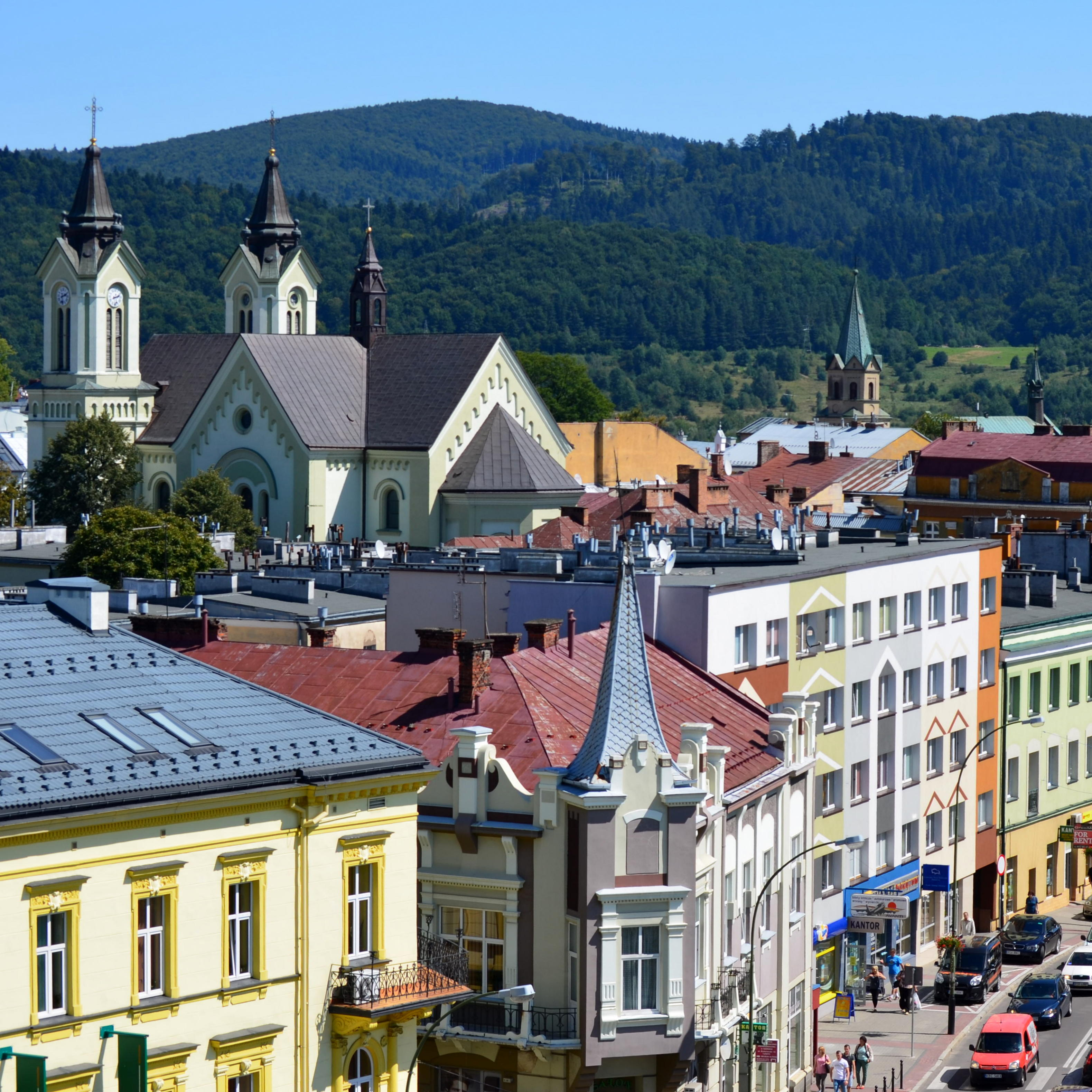
Sanok, im Hintergrund das Salzgebirge

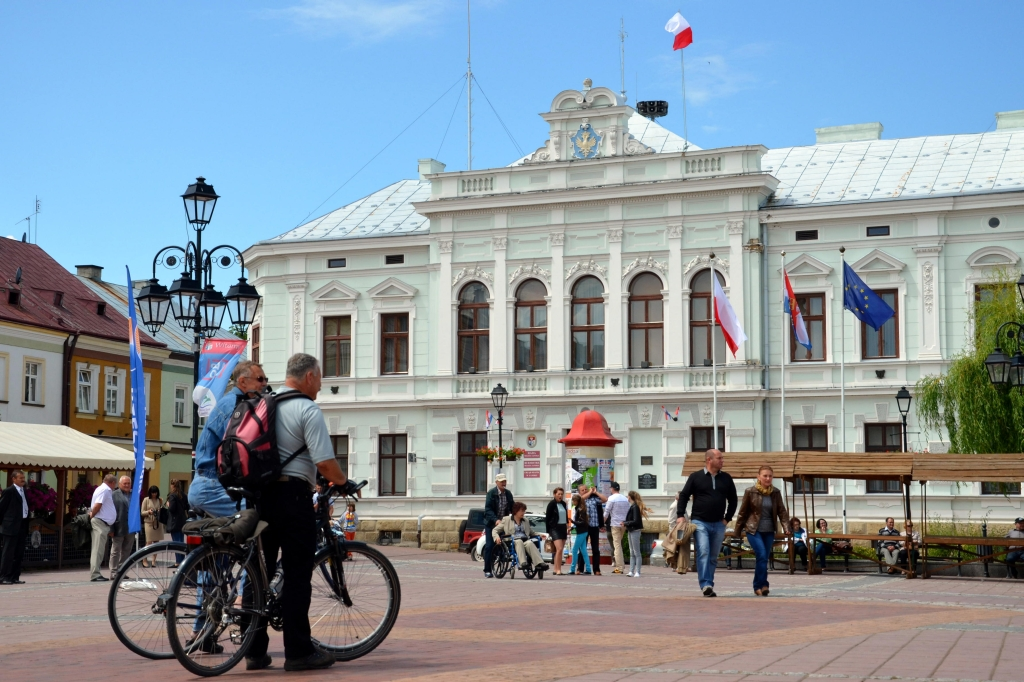
Rathaus am Marktplatz

Die Freie Königsstadt Sanok (ukrainisch: Сянік; jiddisch: Sonik; lateinisch: Sanocum; deutsch veraltet: Saanig) ist eine Stadt in der Woiwodschaft Karpatenvorland in Polen. Es ist Sitz des Powiat Sanocki.

## Geografie
Die Stadt liegt im äußersten Südosten Polens, am San in den Waldkarpaten. Die Grenze zur Slowakei im Süden ist 30 km entfernt (Radoszyce-Palota), die zur Ukraine im Osten ist 60 km entfernt (Krościenko). Die nächstgelegene Großstadt ist Rzeszów (ca. 68 Kilometer nordwestlich). Nahe gelegene Mittelstädte sind Jasło (ca. 70 Kilometer westlich), Biecz (ca. 100 Kilometer westlich), Lesko (ca. 18 Kilometer südöstlich) und Medzilaborce (ca. 45 Kilometer südlich).

### Straßenverkehr
Derzeit verlaufen die Landesstraße 28 und die 84 durch die Innenstadt.
Die Landesstraße 28 führt Richtung Westen nach Krosno und Richtung Osten nach Przemyśl und Lemberg.

## Geschichte

### Frühzeit
Bereits 1600 bis 1400 v. Chr. gab es an der Stelle des heutigen Sanok eine Siedlung der frühen Bronzezeit (Alföld-Linearkeramik). Später, etwa vom 2. Jahrhundert v. Chr. bis zum 2. Jahrhundert nach Christus während der Latènezeit, siedelten die Kelten (Púchov-Kultur) auf dem Gelände der heutigen Stadt. Etwa vom 2. bis zum 4. Jahrhundert nach Christus reichte die Zeit der Hasdingen.
Ab dem 10. Jahrhundert ließen sich die Lendizen (Lendizi) dauerhaft dort nieder.

### Mittelalter
Bereits zwischen dem späten 3. Jh. v. Chr. und dem 8. Jahrhundert gab es eine Burg an der Stelle des heutigen Sanok, im 12. Jahrhundert bildete „das Tor zu Ungarn“ Die erste urkundliche Erwähnung der Burg findet sich 1150, zur damaligen Zeit war das Gebiet Teil der Kiewer Rus. Darin ist die Eroberung von Burg und Umgebung durch den ungarischen König Géza II. vermerkt.
In der Mitte des 12. Jahrhunderts wurde an der Stelle des heutigen Sanok erneut eine Burg errichtet, sie diente auch als Verwaltungszentrum für das Umland. 1205 traf sich hier der ungarische König Andreas II. mit Anna, einer Prinzessin der Rus. 1231 wurde das Gebiet der Stadt mit einem Fürstentum der Rus zum Fürstentum Sanok-Wolhynien vereint.

### Spätmittelalter und Frühe Neuzeit
Am 20. Januar 1339 bekam die Stadt das Stadtrecht nach Magdeburger Recht von dem Halitscher Fürsten Bolesław Jerzy II Trojdenowicz verliehen. Ein Jahr später wurde die Stadt Teil des Herzogtums Przemyśl.
Im 14. Jahrhundert begann die Blütezeit der Stadt, die bis ins 16. Jahrhundert andauerte. 1344, während der Expansion Polens unter Kasimir dem Großen, wurde auch Sanok Teil des polnischen Königreiches. Am 25. April 1366 bestätigte Kasimir die Stadtrechte. Zu dieser Zeit wurde die Stadt Hauptstadt des Sanoker Landes, das sich von den Quellen des San bis zu den Städten Błażowa und Krosno erstreckte. Dieses Gebiet ist seinerseits Teil der Woiwodschaft Ruthenien. Die Burg war Sitz des Land- und Kreisgerichtes und weiterer Verwaltungsbehörden.
1368 erhielt die Stadt das Recht, jährlich ab dem Freitag vor Pfingsten einen achttägigen Jahrmarkt abzuhalten. 1377 lud Wladislaus II. von Oppeln Franziskaner nach Sanok ein, die schließlich 1384 ein Kloster innerhalb der Stadtmauern gründeten.
Zu Beginn des 15. Jahrhunderts erhielt der Ort das Recht auf einen weiteren Jahrmarkt am Tag Mariä Geburt am 8. September.
Am 2. Mai 1417 heiratete der polnische König Władysław II. Jagiełło in der Pfarrkirche von Sanok Elisabeth von Pilitza. Nach dem Tod Wladyslaws 1434 zog sich seine letzte Frau Sophie Holszańska auf die Burg Sanok zurück.
1470 wütete der erste große Brand. 1487 wurde ein Krankenhaus gestiftet, das die Gebäude der Franziskaner nutzt. 1498 wütete erneut ein Feuer in der Stadt und zerstörte große Teile.
Auch 1514 brannte sie wieder. Im selben Jahr befreite Sigismund der Alte die Stadt von einigen Abgaben und genehmigte einen weiteren Jahrmarkt.
1523–1548 erfolgte der Umbau der gotischen Burg im Stil der Renaissance. 1549 suchte erneut ein Brand die Stadt heim. 1566 brach ein großer Brand aus und legte schließlich fast die gesamte Stadt in Schutt und Asche. Nur die Burg, das Franziskanerkloster, fünf Häuser und der obere Teil der Stadt blieben verschont.
1624 wurde die Stadt von Tataren angegriffen. 1640 wurde ein Franziskanerkloster im Barockstil errichtet.
Während des Schwedisch-Polnischen Kriegs wurde auch Sanok von den Schweden angegriffen. Kurz darauf erreichte 1657 die Armee unter Georg II. Rákóczi aus Siebenbürgen die Stadt.

### Galizische Zeit
Infolge der Ersten Teilung Polens 1772 fiel die Stadt an Österreich. Erst 1798 wurde Sanok Sitz eines Landkreises in der Provinz Galizien.
1782 vernichtete ein Brand das Rathaus, die Pfarrkirche und rund 70 andere Häuser. Zwei Jahre später wurde der Bau einer Kirche im Stil des Klassizismus begonnen und 1789 abgeschlossen.
Um 1845 gründeten Walenty Lipiński und Mateusz Beksiński in Sanok eine Kesselschmiede, die 1886 zu einer Fabrik erweitert wurde. Von 1894 bis 1895 wurde im Stadtteil Posada Olchowska eine Fabrik für Kessel- und Maschinenbau errichtet.
Karol Pollak gründete 1848 eine Druckerei; hier wurde 1855 unter der Redaktion von Kazimierz Józef Turowski das erste Heft der Biblioteka Polska (Polnische Bibliothek) gedruckt. Karol Pollak richtete 1861 auch die erste Bibliothek des Ortes ein.
Der Anschluss an das Schienennetz erfolgte 1872, damit hatte die Stadt Anbindung nach Chyrów und bis nach Ungarn. 1874–1878 wurde eine neue Pfarrkirche erbaut.

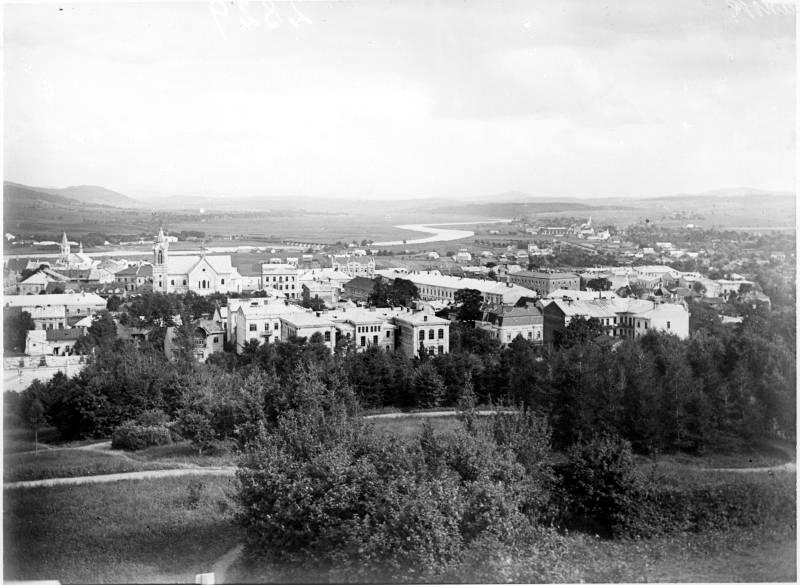
Sanok, von Parkberg aus gesehen (1920).

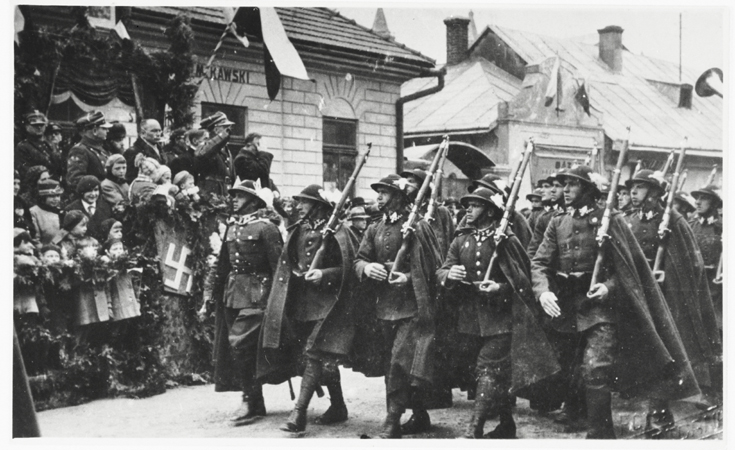
2. Podhale-Schützen-Regiment
von Sanok (Mai 1936)

### Im 20. Jahrhundert
Bis zum Ende des Ersten Weltkrieges, in dem Sanok stark zerstört wurde, war die Stadt eine Garnison der k.u.k. Armee. Stationiert waren hier das III. Bataillon des k.u.k. Inf.Rgmt. Nr. 45 und das III. Bataillon des k.u.k. Landwehr Inf.Rgmt. Nr. 18.
1918 fiel die Stadt an das neu erstandene Polen. Die Wirtschaft belebte sich; so wurden etwa ein Gummi- und ein Akkumulatorenwerk errichtet. 1934 wurde das Heimatmuseum eröffnet.
Im Zuge des deutschen Überfalls auf Polen zu Beginn des Zweiten Weltkrieges wurde Sanok am 9. September 1939 besetzt. Die Stadt war zunächst Grenzstadt zwischen dem sowjetisch besetzten Teil Polens und dem Generalgouvernement. 1940 begann die polnische Untergrundbewegung sich zu formieren. Bis 1942 verliefen hier Kurierwege nach Ungarn, die Polnische Heimatarmee (Armia Krajowa) führte vor Ort einige Störmanöver durch.
Die in der Region um Sanok und innerhalb der Stadt ansässigen großen Minderheiten der Boyken, Lemken und Ukrainer wurden teilweise zur Kollaboration mit den deutschen Besatzern gezwungen. Im Jahre 1943 wurde von der deutschen Besatzungsmacht und den SS-Behörden die Aufstellung der Waffen-SS-Division Galizien befohlen. Ukrainer, Lemken und Volksdeutsche traten ihr bei. Am 3. August 1944 wurde die Stadt von der Roten Armee erobert.
Im Bieszczady südlich von Sanok kämpfte die ukrainische Untergrundarmee (UPA) noch bis 1948. 1947 führte die Aktion Weichsel zur Zwangsumsiedlung der Boyken und Lemken nach Westpolen.
Durch eine Verwaltungsreform fiel Sanok am 2. Juni 1975 unter die Hoheit der Woiwodschaft Krosno. Der Powiat Sanocki wurde aufgelöst.
Am 29. September 1980 wurde in der Busfabrik Autosan eine unabhängige Gewerkschaft gegründet, was den Anfang der Solidarność-Bewegung in Sanok bedeutete.
Am 6. September 1983 wurde die Stadt Sitz eines neuen orthodoxen Bistums. Im Rahmen einer erneuten Verwaltungsreform 1999 wurde Sanok Teil der Woiwodschaft Karpatenvorland und wieder Sitz des Powiat.
Heute zählt Sanok ca. 40.000 Einwohner. Erholungsmöglichkeiten bietet ein Park mit ca. 12 ha Fläche, die landschaftlich reizvollen Bergregionen des Słonne-Gebirges sowie zahlreiche Sport- und Freizeitmöglichkeiten. Touristen, die sich für Ikonen und hölzerne griechisch-orthodoxe Kirchen begeistern, können von Sanok aus zur sogenannten Ikonenroute aufbrechen. Eine ihrer Attraktionen ist das größte Museum der Volksbauweise im Lande, das Objekte der Holzarchitektur zeigt. Hier befinden sich 120 Sakral- und weltliche Bauten aus dem 17. bis 19. Jahrhundert. Ihr Weg gabelt sich an zwei Flüssen und führt an diesen entlang – der nördliche Teil am Fluss San entlang, der südliche Teil am Fluss Osława – bis an die slowakische Grenze. Von hier aus kann mit dem Zug Medzilaborce, Prešov und Budapest erreicht werden.

### Einwohnerentwicklung
| Jahr          | 1589  | 1883  | 1939   | 2000   |
| ------------- | ----- | ----- | ------ | ------ |
| Einwohnerzahl | 1.700 | 5.181 | 15.600 | 41.401 |

## Gemeinde

### Stadtgemeinde
Die Stadt Sanok bildet eine eigenständige Stadtgemeinde (gmina miejska).

## Industrie
Auto-, Chemie- und Maschinenindustrie weisen eine lange Tradition in Sanok auf. Der Bushersteller Autosan führt die 182 Jahre alte Tradition der Maschinenindustrie in Sanok fort und produziert derzeit Spezialfahrzeuge. Er war die erste Firma in der Maschinenindustrie, gegründet im Jahre 1832 durch Mateusz Beksiński und Walenty Lipiński als Kesselschmiede- und Behälterbau. In der Zeit bis Juli 1944 wurden auch 5000 Stücke ganz neuer Güterwagen und 180.000 Tragbahren für die Wehrmachtsoldaten hergestellt. Es wurden Panzerkampfwagen und Panzerhaubitzen repariert, auch die Reparatur von Panzer IV erfolgte dort.
In der Automobilindustrie hatte der Betrieb 1970 7000 Beschäftigte. Die Privatisierung und die Krise in der Industrie sowie der Verwaltung trieben die Fabrik in den Bankrott. Derzeit ist Autosan in Konkurs und zählt rund 380 Beschäftigte.

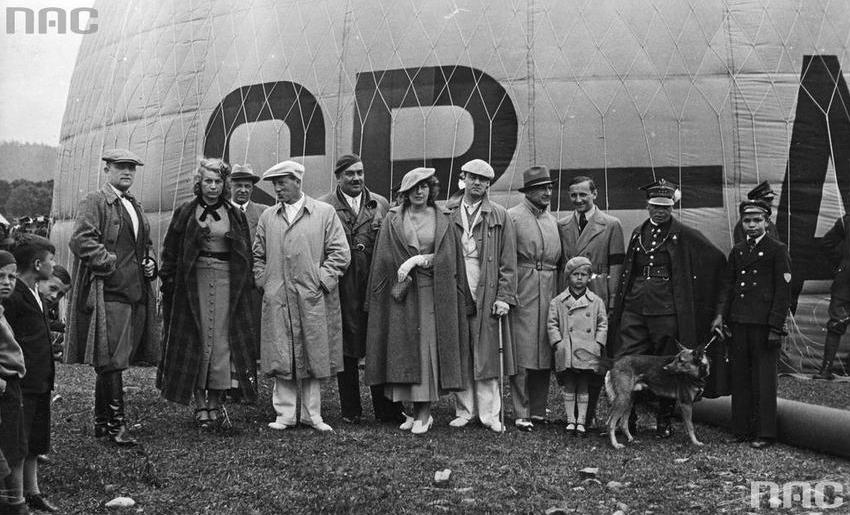
1936: Vorbereitungen durch Oskar Schmidt (Mitte) für den Ballonstart auf der Blonie-Ebene/Santal in Sanok

Der Ort mit der Umgebung von Lesko bis Gorlice gehört zu den ältesten Orten im Sanoker Flachland, wo die Wurzeln der Weltölindustrie liegen. In den Wäldern der Beskiden nordwestlich des Vorgebirges in der Nähe von Sanok wurde das erste Ölfeld der Welt in Galizien vom galizischen Chemiker Ignacy Łukasiewicz geschaffen und 1854 eröffnet. Noch heute wird dort Öl gefördert. Der Warschauer Energiekonzern PGNiG im Sanok-Kreis führt die Geschäfte.
Die längste Tradition in der Produktion von technischen und industriellen Gummisorten in Polen hat das Unternehmen Stomil. Das Stomil-Gummiwerk wurde 1932 vom österreichischen Chemiker und Unternehmer Oskar Schmidt (1902–1976) als Polnische Gesellschaft für Gummiindustrie – Sanok gegründet und befasste sich als Kunststoff- und Vulkanisierte Gummi mit der Herstellung unterschiedlichster Industrieartikel, besonders für die Automobilindustrie, und von Konsumgütern. 1938 zählte das Unternehmen 2000 Beschäftigte. Stomil produziert weiterhin Profildichtungen für Stahl- und Kunststoff-Rohrleitungen, Gummiriemen und Dichtungen für Fenster und Türen. Das Unternehmen wurde 1991 in die Stomil Sanok S.A. umfirmiert. Im Jahr 1994 wurde das Unternehmen (SNK) an der Warschauer Wertpapierbörse ausgewiesen. Derzeit beschäftigt das Gummiwerk mehr als 1750 Mitarbeiter.

### Wichtige Unternehmen
Die bekanntesten Unternehmen am Ort sind wohl der Autosan, Stomil Sanok, PASS-POL, und das Erdgasunternehmen PGNiG von Sanok.
Die wichtigsten Industrieunternehmen der Stadt waren im Jahr 2013:

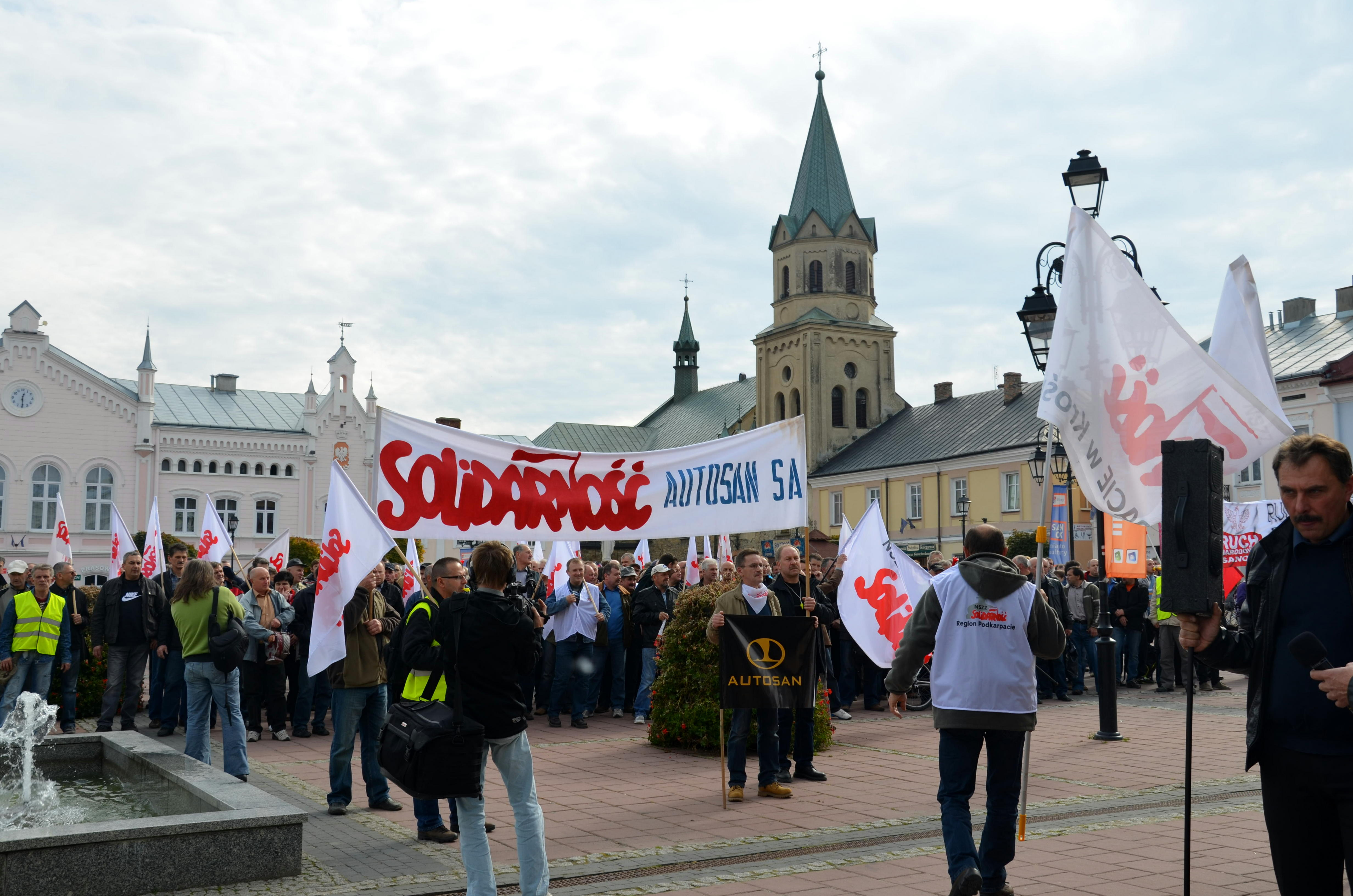
Gewerkschaften, Parteien und Arbeiter protestieren gegen die Schließung des Autosanwerks zu Sanok (Okt. 2013)

| Rang | Name                    | Hauptsitz       | Mitarbeiter in Sanok | Mitarbeiter Gesamt |
| ---- | ----------------------- | --------------- | -------------------- | ------------------ |
| 01.  | Stomil Sanok AG         | Sanok           | 1.750                | 2.800              |
| 02.  | Pass-Pol GmbH           | Sanok, Schwelm  | 2.500                |                    |
| 03.  | Ciarko-Wrasenabzüge     | Sanok           | 400                  |                    |
| 04.  | Autosan in Konkurs      | Sanok           | 380                  |                    |
| 05.  | SPGK-KDL                | Sanok           | 388                  |                    |
| 06.  | Genossenschaft-Społem   | Sanok           | 250                  |                    |
| 07.  | Karosseriebau-Automet   | Sanok           | 230                  |                    |
| 08.  | OSM-Sennerei            | Sanok           | 200                  |                    |
| 09.  | PGNiG-Sanok             | Sanok, Warszawa | 1.700                | 33.071             |
| 10.  | Centurion-Tischlerei    | Sanok           | 220                  |                    |
| 11.  | Justyna-Glashütte       | Sanok           | 60                   |                    |
| 12.  | BUKSAN-Textilhersteller | Sanok           | 55                   |                    |
| 13.  | HERB-Autoteile          | Sanok           | 50                   |                    |
| 14   | Kreisamt-Starostwo      | Sanok           | 51                   | —                  |

## Kultur und Sehenswürdigkeiten

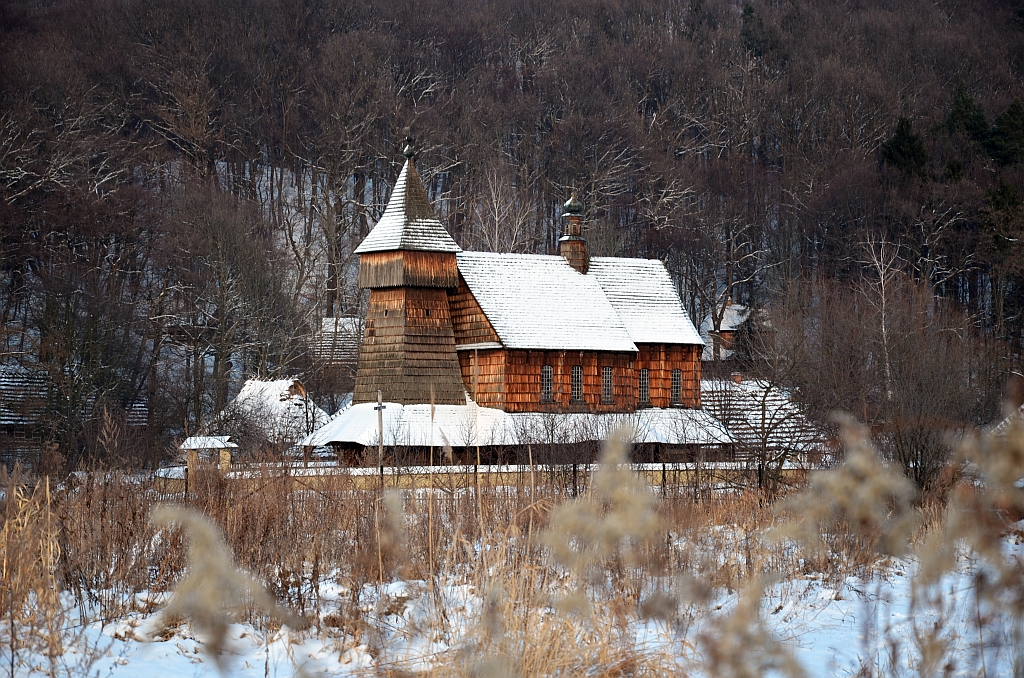
Ehemalige Dorfkirche von Bączal Dolny,
heute im Museum der Volksbauweise in Sanok (Feb. 2013)

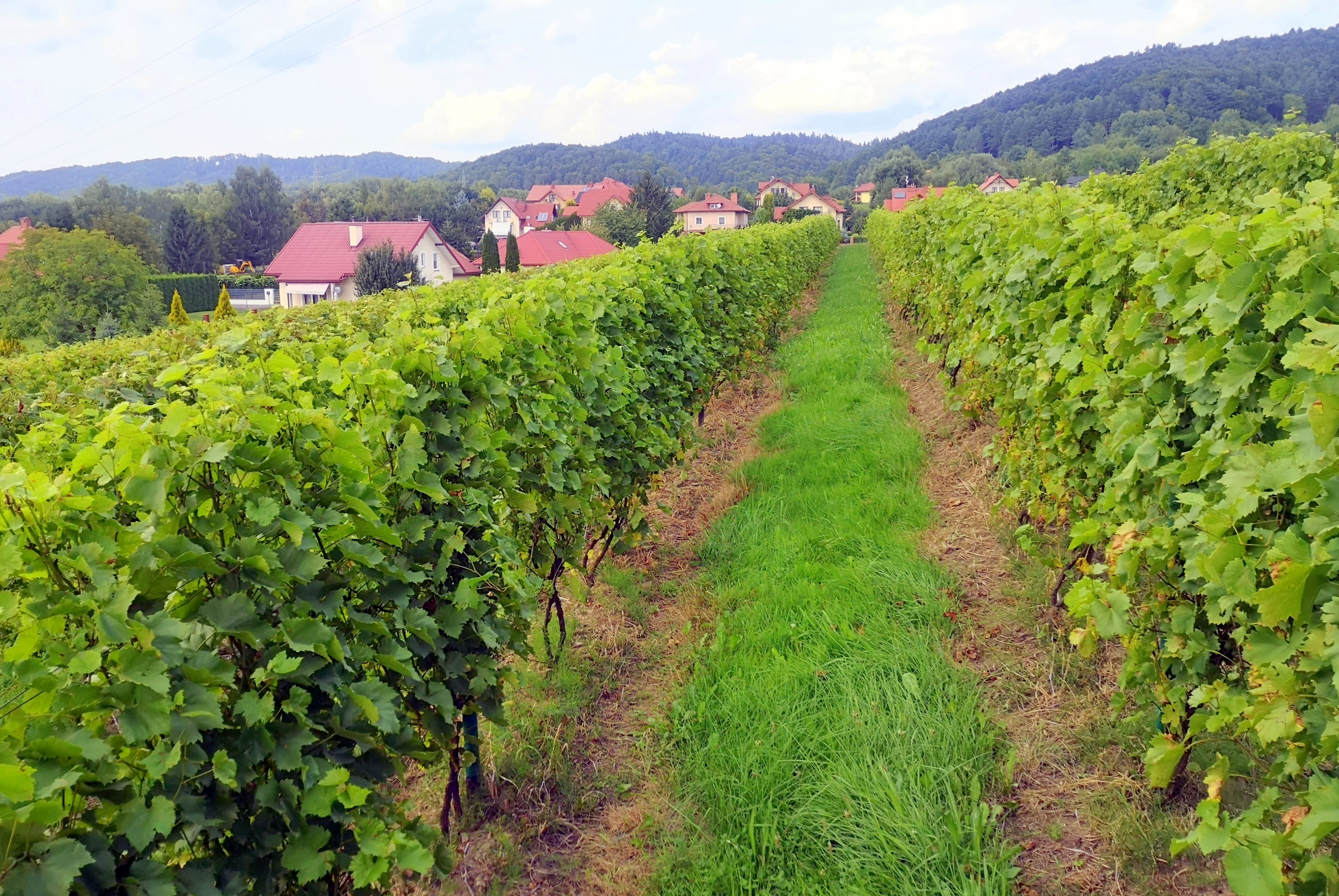
Weinberg und Weingut des San-Tals (Winnica Doliny Sanu) bei Sanok

- Heimatmuseum (mit Zdzisław-Beksiński-Sammlung und Ikonenmuseum)
- Das Museum der Volksbauweise; der ethnografische Park des Museums zeigt traditionelle Lebens- und Arbeitsweisen der polnischen und ruthenischen Bevölkerung der Vorkarpatenregion sowie der Lemken und Bojken.
- Stadtpark; In der Mitte der Stadt ist ein einzeln stehender Berg im Stadtbezirk Innenstadt 2., auf dem sich jetzt Stadtpark befindet. Von hier aus kann man im Norden den Selp-Wald am San-Fluss und einen neuen Stadtteil sehen.

### Bauwerke
- Burg im Stil der Renaissance, grundlegend umgebaut im 16. Jahrhundert.
- Das Hauptwachgebäude, (Ende des 18. Jahrhunderts), Sitz des Heimatmuseums
- Orthodoxer Dom der Dreifaltigkeit, errichtet 1784 mit zahlreichen Ikonen
- Franziskanerkloster erbaut Anfang des 17. Jahrhunderts
- Neugotisches Rathaus am Marktplatz errichtet im 18. Jahrhundert
- Katholische Pfarrkirche von der Verklärung des Herrn am Michaelplatz, eine Kirche mit zwei Türmen, 1874–1887 an der Stelle eines Vorgängerbaus errichtet. In der Kirche, an der Nebenwand befindet sich ein Epitaph des Starost von Sanok Sebastian Lubomirski. Dieses Denkmal wurde an der Stelle der ersten Kirche aus dem 14. Jh. gefunden.
- Ulica 3 Maja, Flaniermeile- und Geschäftsstraße.
- Sanoker Friedhöfe:
  - Der Zentralfriedhof an der Rymanowska-Straße.

### Sport
Der bekannteste Hockeyverein der Stadt ist der KH Sanok
, der mehrmals die polnische Meisterschaft gewinnen konnte. Der frühere Autosanklub KH Sanok trägt seine Spiele in der Sanok-Arena aus, die über 3.000 Zuschauern Platz bietet. In der Stadt gibt es ein Eisstadion.
An der Eisbahn vor dem Sanok-Arena im Jahr 2013 fanden auch Finalläufe zur Eisspeedway-Weltmeisterschaft statt.

### Tourismus
Durch die Region führt:
 Der Radweg- und Fernwanderweg „Auf den Spuren von Schwejk“ beginnt in Tschechien und weiter nach Österreich, Ungarn, Slowakei, Polen/Sanok nach Ukraine.
 Der Erdöl- und Erdgasmuseum Wanderweg. Die Pfadstrecke beginnt in Jasło und führt über Bóbrka, Krosno, Sanok, Lesko, und Ustrzyki Dolne nach Ukraine.
 Sanok – Biała Góra – Orli Kamień/Adlerfels 517 m – Słonna/Salzig 639 m – Przysłup – Rakowa – Chwaniów nach Przemyśl
 Sanok – Orli Kamień/Aldlerfels 517 m zurück nach Sanok
 Wanderweg im beskidischen Karpatenvorland von Holzkirchen über Sanok zur Dorfkirche von Bączal Dolny und weiter nach Międzybrodzie – Mrzygłód – Ulucz – Dobra – Hołuczków zurück nach Sanok.
 Sanok – Załuż – Przysłup 658 m zurück nach Sanok
 Sanok – Der Lehrpfad im Naturschutzgebiet von Polanki (Salzgebirge)
- Galizische Küche

## Bildung und Forschung
Die Schulen von Sanok:
- Die Staatliche Fachhochschule
- I. Allgemeinbildende Oberschule
- II. Allgemeinbildende Oberschule
- Berufskolleg für technische Fachschulen

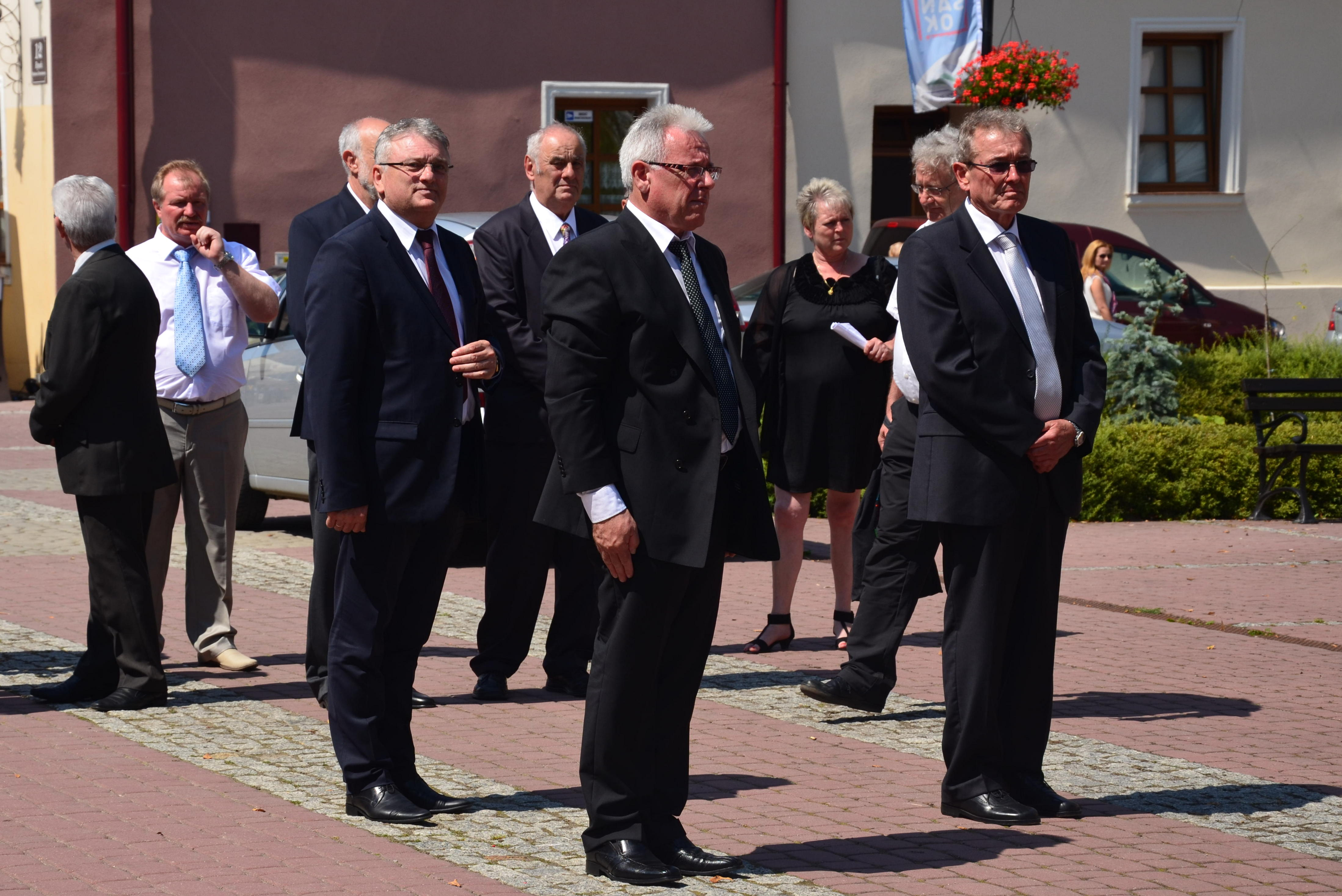
>>20 Jahre Partnerschaft Sanok – Reinheim<< - Bürgermeister Karl Hartmann (Reinheim) und Wojciech Blecharczyk auf dem Markt zu Sanok (2014)

- Berufskolleg für mechanische Fachschulen
- Berufskolleg für Bauschulen
- Mittelschulen (polnisch gimnazjum) Nr. 1 bis 5
- Fremdsprachenlehrkolleg
- Anstalt für praktische Bildung

## Städtepartnerschaften
Sanok listet folgende Partnerstädte auf:
| Stadt              | Land                           | seit |
| ------------------ | ------------------------------ | ---- |
| Cestas             | Nouvelle-Aquitaine, Frankreich | 2003 |
| Drohobytsch        | Lwiw, Ukraine                  | 2007 |
| Fürstenwalde       | Brandenburg, Deutschland       |      |
| Gyöngyös           | Észak-Magyarország, Ungarn     | 2003 |
| Humenné            | Prešovský, Slowakei            | 1996 |
| Kamjanez-Podilskyj | Chmelnyzkyj, Ukraine           | 2002 |
| Östersund          | Jämtland, Schweden             | 1997 |
| Reinheim           | Hessen, Deutschland            | 1994 |
| Truskawez          | Lwiw, Ukraine                  | 2023 |

## Persönlichkeiten

### Söhne und Töchter
- Gregor von Sanok (1403–1477), Professor an der Krakauer Akademie, Erzbischof von Lemberg 1451–1477
- Maksymilian Siemianowski (1810–1878), Maler und Beamter
- Franciszek Ksawery Siemianowski (1811–1860), Maler und Beamter
- Johann Friedel (1816–1898), Offizier
- Sigismund Gorazdowski (1845–1920), römisch-katholischer Geistlicher, Ordensgründer und Heiliger
- Adam Dembicki von Wrocien (1849–1933), Offizier
- Josef Herzig (1853–1924), Chemiker
- Max Herzig (1863–1912), Verleger und Buchhändler
- Broncia Koller-Pinell (1863–1934), Malerin
- Adam Didur (1874–1946), Opernsänger und Theaterdirektor
- Sigmund von Lempicki (1886–1943), Literaturwissenschaftler und Germanist, NS-Opfer
- Amalia Rosenblüth (1892–1979), Bibliothekarin
- Maria Rosler-Gitter (1900–1985), Individualpsychologin
- Helene Goldhammer (1902–1988), Chemikerin, Physiologin, NS-Verfolgte
- Adam Fastnacht (1913–1987), Historiker
- Juliusz Kühl (1913–1985), Konsularbeamter und Judenretter
- Kalman Segal (1917–1980), Autor, Dichter und Radiojournalist
- Jaroslawa Bandera (1917–1977), politische Aktivistin
- Marian Pankowski (1919–2011), Autor, Literaturhistoriker und Übersetzer
- Zdzisław Beksiński (1929–2005), darstellender Künstler
- Ryszard Witke (1939–2020), Skispringer
- Orest Lenczyk (1942–2024), Fußballspieler und -trainer
- Janusz Szuber (1947–2020), Autor, Lyriker und Dichter
- Michał Walczak (* 1979), Dramatiker
- Katarzyna Bachleda-Curuś (* 1980), Eisschnellläuferin
- Dominik Wania (* 1981), Jazzmusiker
- Ewa Chodakowska (* 1982), Fitnesstrainerin und Personal Trainer
- Katarzyna Jakieła (* 1987), Biathletin
- Łukasz Szczurek (* 1988), Biathlet
- Maciej Biega (* 1989), Eisschnellläufer
- Marek Strzyżowski (* 1989), Eishockeyspieler
- Piotr Michalski (* 1994), Eisschnellläufer
- Jakub Bukowski (* 2000), Eishockeyspieler
- Albert Komański (* 2000), Sprinter

### Personen in Beziehung mit Sanok
- Wincenty Pol (1807–1872), Dichter
- Sebastian von Felsztyn (* zwischen 1480 und 1490; † nach 1552), Komponist und Musiktheoretiker